# Perle de l'Orient
La Perle de l'Orient  (chinois simplifié : 东方明珠广播电视塔 ; chinois traditionnel : 東方明珠廣播電視塔 ; pinyin : Dōngfāng Míngzhū guǎng bō diànshì tǎ) est une tour de télévision située à Shanghai en République populaire de Chine. Elle est située dans le quartier d'affaires de Lujiazui dans le district de Pudong près de la rivière Huangpu, face au Bund sur l'autre rive.

## Description
Dessinée par l'architecte Jia Huan Cheng, sa construction débuta en 1991. Elle fut inaugurée en mai 1995, constituant alors l'une des premières réalisations prestigieuses du district.
Mesurant 468 m de hauteur, elle figure parmi les plus hautes tours du monde.
Souvent comparée à un bilboquet géant, elle comprend trois sphères principales de tailles différentes. Deux d'entre elles ont un diamètre de plus de 45 et 50 mètres tandis que la plus élevée n'a un diamètre que de 14 mètres.
Le rez-de-chaussée abrite le musée d’histoire de Shanghai, retraçant  notamment le passé colonial de Shanghai avec son importante évolution au fil des siècles. L’histoire est racontée à travers des maquettes et des statues de cires réalistes représentant de manière ludique l’histoire de Shanghai.
La première sphère abrite des montagnes russes à essayer avec des lunettes de réalité augmentée visualisant avec un réalisme frappant un survol à toute vitesse des gratte-ciels de Pudong.
La tour dispose de terrasses d'observations à 263m et un sol de verre et 350 m d'altitude ainsi que d'un restaurant panoramique rotatif situé à 267 m. L'édifice se termine par une antenne de télévision.
La tour reçoit 3 millions de visiteurs chaque année.
Elle est allumée dès la tombée de la nuit avec des lumières et des effets de couleurs variant sur l’ensemble des sphères et des couleurs au centre de la structure. Les lumières sont éteintes généralement autour de 22 heures.

## Galerie

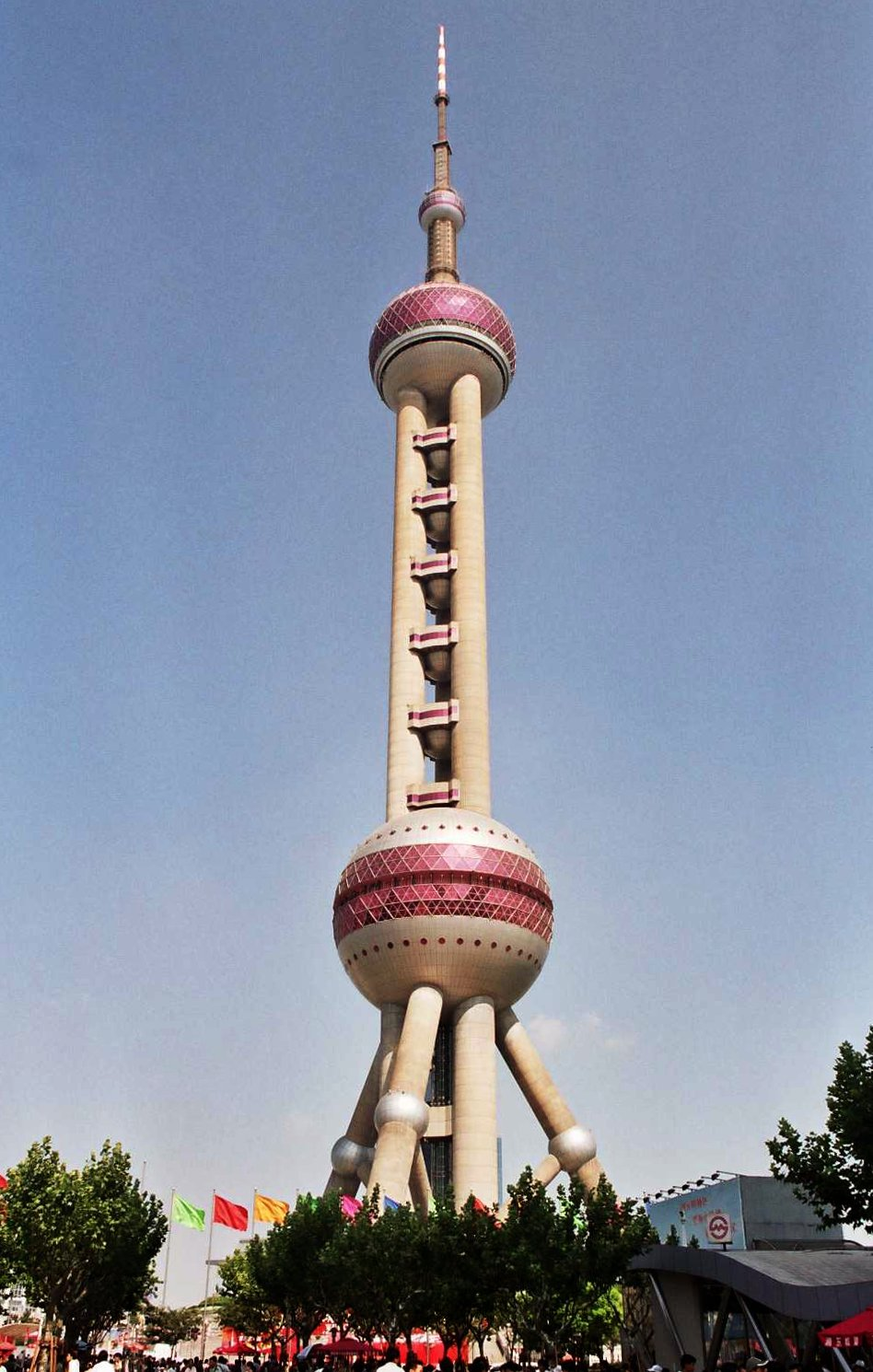
Tour de Perle de l'Orient
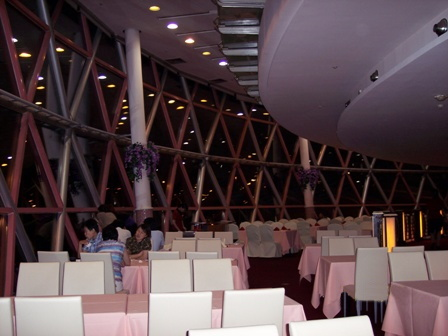
Salle du restaurant rotatif
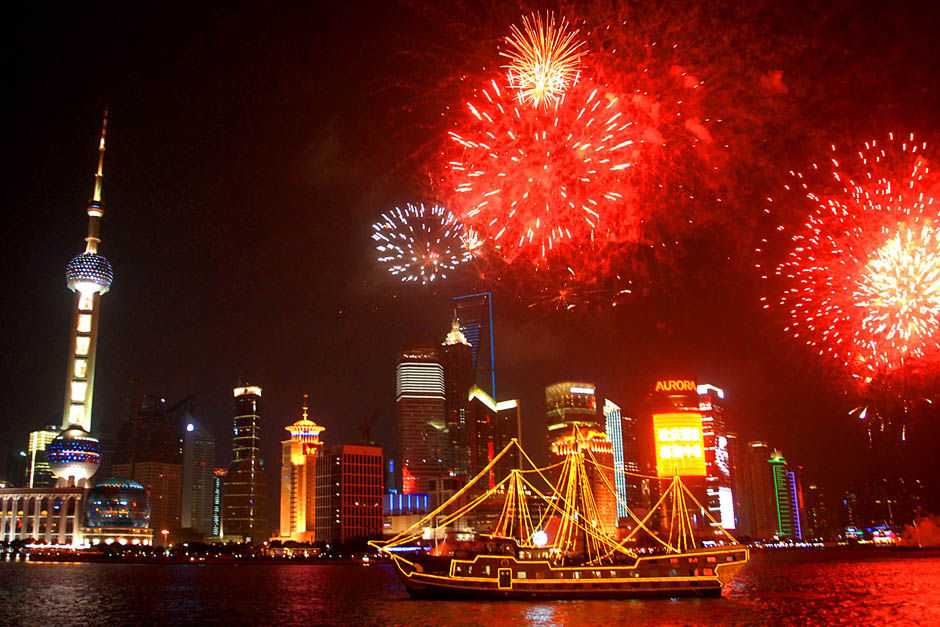
Vue sur le district de Pudong depuis la rive opposée du fleuve Huangpu

- Perle de l'Orient sur OpenStreetMap